# Irenas Geheimnis
Irenas Geheimnis (englischer Originaltitel Irena’s Vow, polnischer Originaltitel Przysięga Ireny) ist ein kanadisch-polnischer Spielfilm aus dem Jahr 2023 mit Sophie Nélisse als Irena Gut Opdyke und Dougray Scott als Major Eduard Rügemer, der unter der Regie von Louise Archambault entstand. Das Drehbuch von Dan Gordon basiert auf dessen gleichnamigen Theaterstück.

## Handlung
Nach dem Überfall auf Polen durch die Nationalsozialisten im September 1939 wird die katholische Krankenschwester Irena Gut Opdyke von ihrer Familie getrennt. Sie ist sich sicher, dass ihre Angehörigen tot sind. Die Deutschen zwingen sie zunächst zur Arbeit in einer Waffenfabrik, später wird sie zum Lebensmitteldienst versetzt. Von den Offizieren der SS wird Irena mit der Leitung einer Gruppe von jüdischen Zwangsarbeitern betraut. 
In dieser Funktion versucht sie, ihre Gruppe vor dem Kollaborateur Rokita zu beschützen. Nachdem Major Eduard Rügemer ein Auge auf Irena geworfen hat, kommandiert er sie als Haushälterin für die ihm zur Verfügung gestellte Villa ab. Aufgrund der Größe des Hauses beschließt Irena, heimlich ein Dutzend Juden vor Rügemer zu verstecken, um sie vor dem Abtransport in ein Konzentrationslager zu bewahren.

## Besetzung und Synchronisation
Die deutschsprachige Synchronisation übernahm die DMT Studios. Dialogregie führte Martin Brücker, das Dialogbuch schrieb Christos Topulos.
| Rolle                | Darsteller            | Synchronsprecher           |
| -------------------- | --------------------- | -------------------------- |
| Irena Gut Opdyke     | Sophie Nélisse        | Elise Eikermann            |
| Major Eduard Rügemer | Dougray Scott         | Achim Buch                 |
| Schultz              | Andrzej Seweryn       | Kai Henrik Möller          |
| Rokita               | Maciej Nawrocki       | Jesse Grimm                |
| Ida                  | Eliza Rycembel        | Maria Magdalena Wardzinska |
| Abram Klinger        | Eryk Kulm (Jr.)       | Heiner Kock                |
| Lazar                | Aleksandar Milićević  | Johannes Semm              |
| Henry                | Tomasz Tyndyk         | Martin Brücker             |
| Anna                 | Nela Maciejewska      |                            |
| Clara                | Agata Turkot          | Manuela Eifrig             |
| Thomas               | Filip Kosior          | Patrick Stamme             |
| Zosia                | Irena Melcer          | Simona Pahl                |
| Moise                | Krzysztof Szczepaniak | Bastian Sierich            |
| Marian               | Mateusz Mosiewicz     | David Berton               |
| Joseph               | Rafał Maćkowiak       | Sascha Draeger             |
| Alex                 | Rafal Mohr            | Nilz Bessel                |
| Fanka                | Zuzanna Pulawska      | Nina Witt                  |
| Helen                | Sharon Azrieli        | Jennifer Böttcher          |
| Ilse                 | Karolina Rzepa        | Céline Schwarz             |
| SS Offizier          | Robert Koszucki       | Nicolas König              |

## Produktion und Hintergrund
Der Film wurde von der kanadischen Darius Films und Entract Studios sowie der polnischen K&K Selekt Film und Miasto Lublin produziert, als Produzenten fungierten Berry Meyerowitz, Beata Pisula, Tim Ringuette, Jeff Sackman und Nicholas Tabarrok. Beteiligt war die Telewizja Polska. Unterstützt wurde die Produktion vom Polnischen Filminstitut.
Die Dreharbeiten fanden in Lublin, Warschau, Modlin und Konstancin statt. Die Kamera führte Paul Sarossy, die Musik schrieben Maxime Navert und Alexandra Stréliski, die Montage verantwortete Arthur Tarnowski  und das Casting Melissa B. Smith. Das Szenenbild gestaltete Joanna Białousz-Milczarek, das Kostümbild Malgorzata Zacharska, den Ton Zofia Moruś und Sylvain Bellemare und die Maske Katarzyna Foltyńska und Cezary Kostrzewski.
In den USA erhielt der Film ein R-Rating, in Deutschland wurde der Film von der Freiwilligen Selbstkontrolle der Filmwirtschaft ab 12 Jahren freigegeben.

## Veröffentlichung

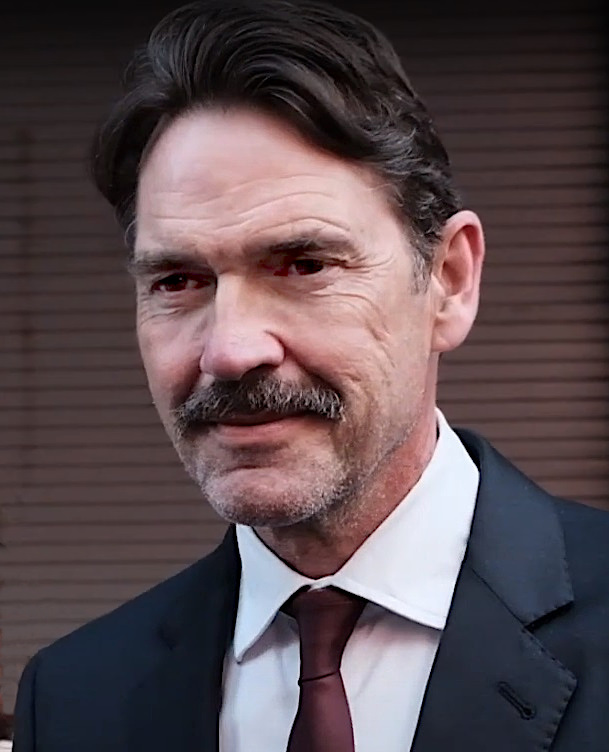
Hauptdarsteller Dougray Scott am Toronto International Film Festival 2023

Premiere war am 10. September 2023 am Toronto International Film Festival 2023 in der Sektion Centrepiece. In Polen kam der Film am 19. April 2024 in die Kinos.
In Deutschland wurde der Film am Fünf Seen Filmfestival 2024 für den Publikumspreis nominiert, am 17. April 2025 wurde die deutschsprachige Fassung als Video-on-Demand und am 2. Mai 2025 auf Blu Ray veröffentlicht.

## Rezeption
Am 19. Mai 2025 waren 28 von 33 bei Rotten Tomatoes aufgeführte Kritiken positiv. Bei Metacritic erhielt der Film am 19. Mai 2025 einen Metascore von 77 von 100 möglichen Punkten, der auf vier Rezensionen basierte.